# Saltella nigripes
Saltella nigripes är en tvåvingeart som beskrevs av Robineau-desvoidy 1830. Saltella nigripes ingår i släktet Saltella och familjen svängflugor. Inga underarter finns listade i Catalogue of Life.